# Санда Вуковић
Санда Вуковић, (Бања Лука, 11. септембар 1962) је српска и југословенска кошаркашица. За женски кошаркашки клуб Млади крајишник наступала је 22 године.

## Биографија
Дипломирала је 2009. на Факултету физичког васпитања и спорта у Бањој Луци. Почела је да игра кошарку у бањалучком Кошаркашком клубу „Млади Крајишник”, гдје је 1976−1998. наступала за сениорски тим. Рекордерка је по броју наступа и по годинама играња у овом клубу, а десетак година била је капитен тима. Неколико утакмица одиграла је за југословенску репрезентацију, У једној сезони била је најбољи стријелац у Првој лиги Југославије. Године 1993, проглашена је за најбољег спортисту Републике Српске. Поводом 55. година КК Млади крајишник, њен дрес са бројем 13 повучен је из употребе.